# Mid-South Coliseum
Mid-South Coliseum är en övergiven inomhusarena i den amerikanska staden Memphis i Tennessee och har en publikkapacitet på 10 085 åskådare. Den stod klar 1963 och stängdes 2006 när staden Memphis och countyt Shelby County vägrade stå för arenans årliga driftkostnader på omkring en miljon amerikanska dollar och när det visade sig också att det skulle kräva stora resurser för att renovera den till dagens arenastandard. Den 6 december 2000 blev den placerad på USA:s officiella National Register of Historic Places.
Sportlagen Memphis Pros, Memphis Riverkings, Memphis Sounds, Memphis South Stars, Memphis Tams och Memphis Wings har alla haft Mid-South som hemmaarena.